# 朱陵天尊
朱陵度命天尊，又名朱陵大帝、可韓司丈人真君，是道教的火神之一，也具煉度亡魂之用。

## 簡介
《太清玉冊》說為神農，號「南極朱陵丹天上帝」，「地皇，即神農炎帝氏，以火德王也，得元始之元炁化生者也。紀號曰『南極朱陵丹天上帝』，始嘗百草，教人醫藥，播降百穀，始有飲食。」
《老子十方像名經》以「南極朱陵天尊」稱；《上清靈寶大法》以「南極朱陵大帝」稱；《和瘟遣舟全集》與《廣成制離明正朝全集》以「南方火府朱陵大帝」稱；《上清天心正法》以「朱陵大帝」稱。《高上玉皇本行集經》則號「南方朱陵大帝」，為「火府之尊」之一，寫居住的朱陵府可度魂煉魄。《道法會元》〈清微帝師宮分品〉以「青城丈人朱陵度命天尊」、「可韓司丈人真君」稱呼，寫此神居住在道教天界之一的清微天、又名「隸元上府」的青城可韓宮。

## 外部連結
- 道教神仙韩真人考述.《中国道教》,2010(6) （页面存档备份，存于）